# متسكع الشواطئ
متسكع الشواطئ (بالإنجليزية: The Beach Bum)‏،فيلم كوميدي أمريكي قادم من إخراج وتأليف هارموني كوريني.
الفيلم من بطولة ماثيو ماكونهي،زاك إيفرون وآيلا فيشر.من المقرر عرض الفيلم يوم 22 مارس 2019.

## طاقم العمل
- ماثيو ماكونهي بدور موندوغ
- آيلا فيشر بدور ميني زوجة موندوغ
- زاك إيفرون بدور فليكر
- سنوب دوغ بدور لينجري
- جونا هيل بدور لويس
- مارتن لورنس بدور كابتن واك
- ستيفانيا لافي أوين بدور هيذر

## التصوير
بدأ التصوير الرئيسي في نوفمبر 2017.

## روابط خارجية
- متسكع الشواطئ على موقع IMDb (الإنجليزية)
- متسكع الشواطئ على موقع ميتاكريتيك (الإنجليزية)
- متسكع الشواطئ على موقع روتن توميتوز (الإنجليزية)
- متسكع الشواطئ على موقع ألو سيني (الفرنسية)
- متسكع الشواطئ على موقع Turner Classic Movies (الإنجليزية)
- متسكع الشواطئ على موقع بوكس أوفيس موجو (الإنجليزية)
- متسكع الشواطئ على موقع فيلمافينيتي (الإسبانية)
- متسكع الشواطئ على موقع قاعدة بيانات الفيلم (الإنجليزية)
- متسكع الشواطئ على موقع ليتربوكسد (الإنجليزية)
- متسكع الشواطئ على موقع كينوبويسك (الروسية)